# Tillandsia buseri
Tillandsia buseri är en gräsväxtart som beskrevs av Carl Christian Mez. Tillandsia buseri ingår i släktet Tillandsia och familjen Bromeliaceae. Inga underarter finns listade i Catalogue of Life.